# Henry Bessemer
Sir Henry Bessemer (født 19. januar 1813 i Charlton i England, død 15. marts 1898) var en engelsk ingeniør og opfinder.
Han var mest kendt for Bessemerprocessen som gjorde det både lettere og billigere at fremstille stål. Denne proces betød derfor, at der blev produceret en række stålprodukter, såsom våben og togskinner. 
Da det viste sig vanskeligt at overbevise de på daværende tidspunkt eksisterende stålproducenter om fordelene ved den nye proces, blev Bessemer tvunget til selv at prøve at udnytte processen kommercielt. Med venners hjælp fandt ham frem til nogen egnede områder i Sheffield, og oprettede her stålfabrikker.
Selv om processen ikke længere benyttes, var den af stor betydning da den blev lanceret, fordi den mindskede omkostningerne ved stålproduktion betragteligt og erstattede dermed mindre betydningsfulde materialer. Bessemerprocessen bidrog dermed stærkt til Den industrielle revolution. 